# Melissa Erickson
Melissa Erickson née le 9 mai 1990 à Alexandria, est une coureuse cycliste américaine.

## Palmarès sur piste

### Coupe du monde
- 2014-2015
  - 3e du keirin à Cali

### Championnats des États-Unis
- 2011
  - 3e du keirin
- 2013
  -  Championne des États-Unis du 500 mètres
  -  Championne des États-Unis de la vitesse par équipes
- 2014
  -  Championne des États-Unis de la vitesse
  -  Championne des États-Unis du keirin
  - 2e de la vitesse par équipes
  - 3e du 500 mètres
- 2016
  -  Championne des États-Unis du scratch
  - 3e de l'américaine

### Autres
- 2013
  - Los Angeles Grand Prix (keirin et vitesse par équipes)
- 2014
  - Japan Track Cup (vitesse)
  - Los Angeles Grand Prix (vitesse)
- 2015
  - Marymoor Grand Prix (keirin et vitesse)
- 2016
  - US Sprint GP (scratch)